# Dendrobium tropidophorum
Dendrobium tropidophorum är en orkidéart som beskrevs av Rudolf Schlechter. Dendrobium tropidophorum ingår i släktet Dendrobium, och familjen orkidéer. Inga underarter finns listade i Catalogue of Life.